# Aspilota valenciensis
Aspilota valenciensis är en stekelart som beskrevs av Fischer 1996. Aspilota valenciensis ingår i släktet Aspilota och familjen bracksteklar. Inga underarter finns listade.